# Jops Reeman
Gerard Simon "Jops" Reeman  (Amerongen, 9 de agosto de 1886 - 16 de março de 1959) foi um futebolista neerlandês, medalhista olímpico.
Jops Reeman competiu nos Jogos Olímpicos de Verão de 1908 em Londres. Ele ganhou a medalha de bronze.